# آلکس کی
آلکس کی (انگلیسی: Alex Caie؛ ۲۵ ژوئن ۱۸۷۷ – ۱۷ نوامبر ۱۹۱۴) فوتبالیست اهل پادشاهی متحد بریتانیای کبیر و ایرلند بود.
از باشگاه‌هایی که در آن بازی کرده‌است می‌توان به باشگاه فوتبال برنتفورد، باشگاه فوتبال آرسنال، باشگاه فوتبال بریستول سیتی، باشگاه فوتبال میلوال، باشگاه فوتبال نیوکاسل یونایتد، و باشگاه فوتبال مادرول اشاره کرد.